# Ochetorhynchus
Ochetorhynchus är ett fågelsläkte i familjen ugnfåglar inom ordningen tättingar. Släktet omfattar fyra arter i Sydamerika med utbredning från södra Peru till sydligaste Chile och Argentina:
- Ravinmarkkrypare (O. ruficaudus)
- Klippmarkkrypare (O. andaecola)
- Bandstjärtad markkrypare (O. phoenicurus)
- Chilemarkkrypare (O. melanurus)

Arterna placerades tidigare i Upucerthia, Eremobius (phoenicurus) och Chilia (melanurus).